# 麥科伊山
75°52′S 141°10′W / 75.867°S 141.167°W
麥科伊山（英語：Mount McCoy）是南極洲的山峰，位於瑪麗伯德地，處於懷特冰川東面，由美國研究隊發現，以基地的飛機師命名，現時由南極條約體系管理。